# Hermeskeil
Hermeskeil – miasto w Niemczech, w kraju związkowym Nadrenia-Palatynat, w powiecie Trier-Saarburg, siedziba gminy związkowej Hermeskeil. Miastem partnerskim jest polskie miasto Hel.